# Baía
Fotografia aérea da Baía de La 
Concha (San Sebastián, 
Mar Cantábrico, Golfo 
de Biscaia) na Espanha.
Baía é uma porção de mar ou oceano rodeada por terra, em oposição a um cabo. São reentrâncias da costa por onde o mar avança para o interior do continente. Golfo é uma baía de grandes dimensões com uma abertura larga para o mar, como o golfo de Sidra por exemplo.
A reentrância é uma concavidade semicircular na terra de tamanho médio na costa litorânea (de tamanho entre o golfo e a enseada).

## Importância
As baías detiveram e detêm importância econômica e estratégica, uma vez que são, normalmente, locais ideais para construção de portos e docas. 

## Etimologia
"Baía" é um termo de origem pré-romana, através do latim de baixa época baia. "Golfo" se origina do grego kólpos, através dos termos do latim vulgar colpu, colfu, *golfu.

## Definição
A Convenção das Nações Unidas sobre o Direito do Mar define uma baía como uma reentrância bem marcada na linha de costa, cuja penetração é proporcional à largura de sua foz a ponto de conter águas sem litoral e constituir mais do que uma mera curvatura da costa. Uma reentrância, no entanto, não deve ser considerada uma baía a menos que sua área seja tão grande quanto (ou maior que) a do semicírculo cujo diâmetro é uma linha traçada através da boca dessa reentrância - caso contrário, seria referido como uma reentrância.

### Tipos
- Baía aberta — uma baía que é mais larga na foz, ladeada por promontórios.

- Baía fechada — uma baía cuja foz é mais estreita do que a sua parte mais larga, ladeada por pelo menos uma península.

- Baía semi-fechada — uma baía aberta cuja saída é feita em canais mais estreitos por uma ou mais ilhas dentro de sua foz.

## Principais baías e golfos

### África
- Baía do Porto Grande, em Cabo Verde
- Baía das Gatas, em Cabo Verde
- Baía de Pemba, em Moçambique
- Baía de Maputo, em Moçambique
- Baía de Lobito, em Angola
- Baía de Luanda, em Angola
- Golfo da Guiné

### América
- Baía de Baffin, no Canadá
- Baía de Bristol, nos Estados Unidos
- Golfo da Califórnia, no México
- Baía de Chesapeake, nos Estados Unidos
- Baía de Guantánamo, em Cuba
- Baía de Hudson, no Canadá
- Baía de Massachusetts, nos Estados Unidos
- Golfo do México, no México
- Baía de Monterrey, no México
- Baía dos Porcos, em Cuba
- Golfo de Corcovado, no Chile
- Golfo de Penas, no Chile

#### Brasil
- Baía de Todos-os-Santos, na Bahia (maior baía brasileira)
- Baía da Ilha Grande, no Rio de Janeiro (segunda maior)
- Baía de Guanabara, no Rio de Janeiro (terceira maior)
- Baía de Camamu, na Bahia (quarta maior)
- Baía da Traição, na Paraíba
- Baía de Santos, em São Paulo
- Baía de Vitória, no Espírito Santo
- Baía de Sepetiba, no Rio de Janeiro
- Baía de Aratu, na Bahia
- Baía do Guajará, no Pará
- Baía do Marajó, no Pará
- Baía do Maracanã, no Pará
- Baía da Babitonga, em Santa Catarina
- Baía Norte, em Santa Catarina
- Baía de Laguna, em Santa Catarina
- Baía Sul, em Santa Catarina
- Baía de São Marcos no Maranhão
- Baía de São José no Maranhão
- Baía de Antonina, no Paraná
- Baía de Paranaguá, no Paraná [4]

### Ásia
- Golfo de Áden, entre a costa norte da Somália e a costa sul da península arábica
- Golfo de Ácaba, porção do mar Vermelho que separa o Sinai da Arábia
- Golfo de Bengala, na parte leste do oceano Índico
- Golfo de Omã, estreito que liga o mar Arábico ao golfo Pérsico
- Golfo Pérsico, entre a Arábia e o Irã

### Europa
- Golfo da Biscaia.
- Golfo de Bótnia, entre a costa ocidental da Finlândia e a costa oriental da Suécia
- Golfo de Corinto, na Grécia
- Golfo da Finlândia, separa a Estônia ao país homônimo
- Golfo de Nápoles, na Itália
- Golfo de Riga, entre a Letônia e a Estônia
- Baía de São Martinho do Porto, em Portugal

### Oceânia
- Grande Baía Australiana, na Austrália
- Golfo de Carpentária, entre a Austrália e a Nova Guiné